# Георги Тишев
Георги Йорданов Тишев е български политик и общественик, секретар на Българската екзархия (1872 – 1877), вътрешен министър в правителството на Драган Цанков (1880) и дългогодишен окръжен управител във Варна (1883 – 1892).

## Биография

### Образование и младежки години
Георги Тишев е роден на 21 декември 1847 г. в Свищов, тогава Османска империя. Завършва Духовната семинария в Киев през 1872 г. и става секретар на екзарх Антим I в новосъздадената Българска екзархия в Цариград. Остава на този пост до 1877 г., когато е изпратен на заточение в Анкара, Мала Азия, заедно с отстранения екзарх Антим I.
Амнистиран е на следващата година и заема различни длъжности при Временното руско управление в Княжество България: старши чиновник при руския губернатор, управител на Ловеч, началник на Административното полицейско управление в отдела за вътрешни работи и губернатор на Търново.

### Професионална дейност
Георги Тишев не е сред депутатите за Учредителното събрание в Търново през 1879 г., но е избран за депутат в I велико народно събрание за избор на княз, което се провежда непосредствено след Учредителното.
Избран е за представител и в I обикновено народно събрание (есента на 1879 г.), където става и под-председател. Привърженик на Либералната партия.
От 1880 г. е министър на вътрешните работи в правителството на Драган Цанков и народен представител във II обикновено народно събрание. По време на Режима на пълномощията, Тишев го подкрепя и става член на Държавния съвет (1881 – 1883). Преди това е дописан член на Българското книжовно дружество (БКД, днес Българска академия на науките). През 1883 г. е назначен за управител на Варненското окръжие и остава на този пост до 1892 г.
Бил е за кратко и окръжен управител в Русе (1892), Пловдив (1893) и София (1894).
От 1895 до 1899 е председател на Върховната сметна палата.
През 1902 г. става действителен член на БКД. Между 1908 – 1911 г. е народен представител в XIV обикновено народно събрание.
Оттегля се от политическия живот след 1911 г. и до смъртта си, на 9 април 1926 г., живее в София.
Погребан в София, Централни гробища, парцел 49.

### Дарителска дейност[5]
Г. Тишев прави саморъчно завещание на 31 юли 1925 г., в което изразява своето желание да се образуват 3 фонда: към Светия синод, БАН и Свищовската община.
Дарява на Св. синод на Българската православна църква 50 хил. лв., с които да се създаде фонд. Завещава на БАН 50 хил. лв. за фонд, чиито лихви да се употребят по усмотрение на Академията. Желае също така къщата на ул. „Ген. Паренсов“ в София да бъде продадена след неговата смърт и със сумата да се образува фонд за поддържането на училищата в Свищов.

### Награди
- орден „Св. Станислав“ III степен (руски, 1879);
- орден „Св. Станислав“ II степен (руски, 1888);
- орден „Св. Александър“ IV степен (1886);
- орден „Св. Александър“ III степен (1888);
- „За гражданска заслуга“.